# Hyalocystis
Hyalocystis je rod slakovki smješten u tribus Merremieae , dio potporodice  Convolvuloideae. Sastoji se od dvije vrste polugrmova s Roga Afrike (Etiopija, Somalija). 
Rod je opisan u Annuario del Reale Istituto Botanico di Roma 7: 227. 1898.

## Vrste
1. Hyalocystis popovii Verdc.
2. Hyalocystis viscosa Hallier f.; tipična vrsta